# Miquel Padilla i Díaz
Miquel Padilla i Díaz (es Bòrdes, Vall d'Aran, 9 d'octubre de 1961) és un polític occità, militant d'Unió Democràtica de Catalunya i diputat al Parlament de Catalunya entre 1987 i 1992.
El 1964 es va instal·lar a Llavorsí (Pallars Sobirà) amb la seva família. El 1974 es traslladà a Lleida, on estudià batxillerat i el 1977 ingressà a Unió de Joves de la mà de Josep Antoni Duran i Lleida. El 1980 fou president d'Unió de Joves de les Terres de Lleida, el 1983 secretari general dels joves d'UDC i més tard secretari general adjunt de la Internacional de Joves Democristians (IJD). Ha estudiat dret i geografia i història a la Universitat de Barcelona i a la UNED.
Fou elegit diputat per Convergència i Unió a les eleccions al Parlament de Catalunya de 1988 i formà part de la Mesa d'Edat, en ser el segon diputat més jove del Parlament de Catalunya i secretari de la Comissió de Política Cultural del Parlament. El 1991 fou escollit regidor de CiU a l'ajuntament de Lleida i diputat provincial. Fou nomenat president de la Comissió de Serveis Socials de la Diputació. El 1995 fou reelegit com a regidor i diputat provincial, i arribà a ser vicepresident segon de la Diputació de Lleida. Ha estat reescollit en posteriors eleccions i el 2003 fou nomenat vicepresident primer de la diputació provincial.